# Air (película)
Air es una película estadounidense de 2015 producida por Skybound Entertainment y dirigida por Christian Cantamessa, con las actuaciones de Norman Reedus, Djimon Hounsou y Sandrine Holt. Se estrenó el 14 de agosto de 2015 en los Estados Unidos.

## Sinopsis
Cartwright (Djimon Hounsou) y Bauer (Norman Reedus) se encuentran a cargo de una instalación subterránea que busca proteger a varios científicos de la atmósfera de la Tierra, contaminada por el uso de armas bioquímicas. Ambos deben despertar del sueño criogénico cada seis meses para llevar a cabo ciertas tareas de rutina y para mantener en funcionamiento la instalación, con la esperanza de que en algunos años la tierra sea nuevamente habitable.

## Recepción
La película ha recibido reseñas diversas por parte de la crítica. En Metacritic recibió una puntuación de 33 sobre 100, indicando reseñas generalmente no favorables. Alan Scherstuhl de The Village Voice afirmó que la película consistía simplemente de "muchas escenas" de dos tipos persiguiéndose con pistolas, mientras Ken Jawororski de The New York Times alabó la actuación de Hounsou y Reedus. Sin embargo, Jami Philbrick de Crave Online afirmó: "Air tuvo éxito en lo que muchas producciones de ciencia ficción fallan: en hacer una historia completamente creíble".

## Reparto
- Norman Reedus como Bauer.
- Djimon Hounsou como Cartwright.
- Sandrine Holt como Abby.